# Коробовский район
Коробовский район (Дмитровский район — до 1930 года) — административно-территориальная единица в составе Московской области РСФСР, существовавшая в 1929—1959 годах.

## История
Дмитровский район образован 12 июля 1929 года в составе Орехово-Зуевского округа Московской области. В состав района были включены части Дмитровской, Куплиямской, Лузгаринской, Починковской и Середниковской волости Егорьевского уезда, а также основная часть Архангельской волости Рязанского уезда Рязанской губернии. Административным центром района стало село Дмитровский Погост.
В 1929 году в состав Дмитровского района входило 48 сельсоветов:
Алфёровский, Ананьинский, Бабынинский, Беловский, Борминский, Великодворский, Воловский, Волосунинский, Воровский, Воропинский, Гореловский, Горский, Денисьевский, Дерзсковский, Дубасовский, Дубровский, Еминский, Ершовский, Зименковский, Кашниковский, Коробовский, Кузнецовский, Кулаковский, Куплиямский, Лекинский, Мавринский, Маланьинский, Малеиховский, Митинский, Митрониховский, Михайловский, Навошинский, Обуховский, Перхуровский, Пестовский, Пиравинский, Пышлицкий, Русановский, Самойлиховский, Середниковский, Спиринский, Тельминский, Тюшинский, Филелеевский, Филисовский, Харлампеевский, Шараповский, Шелагуровский.
В 1930 году округа были упразднены. В результате в Московской области оказалось два Дмитровских района. В связи с этим Президиум Московского областного исполкома принимает постановление от 31.08.1930 года о переименовании района в Мюдовский, однако Президиум ВЦИК не утверил данное решение и принял своё постановление от 30.10.1930 года о переименовании района в Коробовский.
На 1 января 1931 года территория района составляла 1127 км², а население — 46 005 человек. Район включал 48 сельсоветов и 156 населенных пунктов.
20 июля 1933 года в Коробовский район из упразднённого Шатурского были переданы два рабочих посёлка (Мишеронский и Рошаль), а также 18 сельсоветов (Алексино-Туголесский, Бордуковский, Борисовский, Варюковский, Власовский, Гармонихинский, Горяновский, Дмитровский, Илкодинский, Кривандинский, Куриловский, Левинский, Лузгаринский, Подболотновский, Пустошинский, Селищенский, Семёновский, Черустинский). Кроме того, Алферовский и Куплиямский сельсоветы Коробовского района были переданы в Егорьевский район. Административный центр района был перенесен в село Кривандино, при этом название района сохранилось.
10 марта 1935 года был упразднён Черустинский сельсовет и образован рабочий посёлок Черусти.
21 августа 1936 года были произведены очередные территориальные изменения в Коробовском районе, в результате которых было упразднено 14 сельсоветов:
- Территория упразднённого Воропинского сельсовета разделена между Гореловским (деревня Воропино) и Филисовским сельсоветом (деревня Семеновское).
- Территория упразднённого Филелеевского сельсовета разделена между Филисовским (деревня Ефремово) и Пышлицким сельсоветом (деревня Филелеево).
- Территория упразднённого Еминского сельсовета разделена между Михайловским (деревни Емино и Епихино) и Митинским сельсоветом (деревня Бекетово).
- В Ананьинский сельсовет включены селения упразднённых Ершовского (деревни Ершовская и Першино), Волосунинского (деревня Волосунино) и Малеиховского сельсовета (деревня Малеиха).
- В Пиравинский сельсовет включены селения упразднённого Русановского сельсовета (деревни Русановская, Вальковская и Парфеновская).
- Территория упразднённого Бабынинского сельсовета (деревня Бабынино) включена в Середниковский сельсовет.
- Территория упразднённого Харлампеевского сельсовета (деревня Харлампеево) включена в Обуховский сельсовет.
- Территория упразднённого Семёново-Ленинского сельсовета (деревня Семёновская) включена в Гармонихинский сельсовет.
- Территория упразднённого Борисовского сельсовета (деревня Борисово) включена в Селищенский сельсовет.
- Территория упразднённого Спиринского сельсовета (деревня Спирино) включена в Воровский сельсовет.
- Территория упразднённого Кузнецовского сельсовета (деревня Кузнецы) включена в Горский сельсовет.
- Территория упразднённого Тюшинского сельсовета (деревня Тюшино) включена в Шараповский сельсовет.
- Деревня Кузьмино Митинского сельсовета была передана в Денисьевский сельсовет[11].

В конце 1936 года в Коробовской район входили 3 рабочих посёлка и 49 сельсоветов:
- Рабочие посёлки: Мишеронский, Рошаль, Черусти.
- Сельсоветы: Алексино-Туголесский, Ананьинский, Беловский, Бордуковский, Борминский, Варюковский, Великодворский, Власовский, Воровский, Гармонихинский, Гореловский, Горский, Горяновский, Денисьевский, Дерзсковский, Дмитровский, Дубасовский, Дубровский, Зименковский, Илкодинский, Кашниковский, Коробовский, Кривандинский, Кулаковский, Куриловский, Левинский, Лекинский, Лузгаринский, Мавринский, Маланьинский, Митинский, Митрониховский, Михайловский, Навошинский, Обуховский, Перхуровский, Пестовский, Пиравинский, Подболотновский, Пустошинский, Пышлицкий, Самойлиховский, Семеновский, Селищенский, Середниковский, Тельминский, Филисовский, Шараповский, Шелогуровский[12].

20 сентября 1937 года в Коробовский район из Шатурской пригородной зоны был передан рабочий посёлок Туголесский Бор.
17 июля 1939 года упразднены 10 сельсоветов:
- Территория упразднённого Варюковского сельсовета разделена между Алексино-Туголесским (деревня Васюковка) и Лузгаринским сельсоветом (деревня Варюковка).
- Территория упразднённого Власовского сельсовета (деревня Власово) передана Гармонихинскому сельсовету.
- Территория упразднённого Великодворского сельсовета (деревня Великодворье) передана Дерзсковскому сельсовету.
- Территория упразднённого Воловского сельсовета (деревни Симонцево и Волово) передана Лекинскому сельсовету.
- Территория упразднённого Денисьевского сельсовета (деревни Денисьево и Петряиха) передана Беловскому сельсовету.
- Территория упразднённого Борминского сельсовета (деревни Бормино и Терехово) передана Середниковскому сельсовету.
- Территория упразднённого Перхуровского сельсовета (деревни Перхурово, Мишунино и Шейно) передана Зименковскому сельсовету.
- Территория упразднённого Коробовского сельсовета (деревни Федоровская, Наумовская и Коробовская) передана Митининскому сельсовету.
- Территория упразднённого Самойлиховсого сельсовета (деревня Самойлиха) передана Дубровскому сельсовету.
- Территория упразднённого Подболотновского сельсовета (деревня Подболотное) передана Куриловсому сельсовету[15][16].

20 августа 1939 года из Коробовского района был выделен Кривандинский район. К Кривандинскому району отошли рабочие посёлки Мишеронский, Рошаль, Туголесский Бор и Черусти, а также 14 сельсоветов: Алексино-Туголесский, Бордуковский, Гармонихинский, Горяновский, Дмитровский, Илкодинский, Кривандинский, Куриловский, Левинский, Лузгаринский, Маланьинский, Пустошинский, Селищенский и Семёновский. Административный центр Коробовского района перенесен в Дмитровский Погост.
В конце 1939 в Коробовский район входили 26 сельсоветов:
Ананьинский, Беловский, Воровский, Гореловский, Горский, Дерзсковский, Дубасовский, Дубровский, Зименковский, Кашниковский, Кулаковский, Лекинский, Мавринский, Митинский, Митрониховский, Михайловский, Навошинский, Обуховский, Пестовский, Пиравинский, Пышлицкий, Середниковский, Тельминский, Филисовский, Шараповский, Шелогуровский.
15 февраля 1952 года упразднён Новошинский сельсовет, его территория разделена между Шараповским (деревня Новошино) и Середниковским сельсоветом (деревня Гаврино).
На 1 января 1953 года в районе было 25 сельсоветов: Ананьинский, Беловский, Воровский, Гореловский, Горский, Дерзсковский, Дубасовский, Дубровский, Зименковский (центр — с. Якушевичи), Кашниковский (центр — с. Бундово), Кулаковский, Лекинский, Мавринский, Митинский (центр — с. Дмитровский Погост), Митрониховский (центр — с. Катчиково), Михайловский (центр — с. Емино), Обуховский, Пестовский, Пиравинский (центр — с. Пески), Пышелицкий, Середниковский, Тельминский, Фелисовский, Шараповский, Шелогуровский (центр — с. Галыгино).
14 июня 1954 года произведены очередные территориальные изменения:
- Шелогуровский и Обуховский сельсоветы объединены в Харлампеевский.
- Территория упразднённых Филисовского и Гореловского сельсоветов передали в Пышлицкий сельсовет.
- Территория упразднённого Зименковского сельсовета передана Лекинскому сельсовету.
- Территория упразднённого Митрониховского сельсовета передана Дубровскому сельсовету.
- Территория упразднённого Мавринского сельсовета передана Дубасовскому сельсовету.
- Территория упразднённого Горского сельсовета передана Ананьиньинскому сельсовету.
- Территория упразднённого Дерзсковского сельсовета передана Беловскому сельсовету.
- Территория упразднённого Кулаковского сельсовета передана Тельминскому сельсовету.
- Территория упразднённого Воровского сельсовета передана Шараповскому сельсовету.
- Территория упразднённого Пиравинского сельсовета передана Пестовскому сельсовету.
- Территория упразднённого Кашниковского сельсовета передана Михайловскому сельсовету. Административный центр Михайловского сельсовета перенесен в деревню Емино, при этом наименование сельсовета сохранилось.
- Административный центр Митинского сельсовета перенесен в Дмитровский Погост, а сельсовет переименован в Дмитровский[23][24].

21 мая 1959 года упразднены 4 сельсовета:
- Территория упразднённого Ананьинского сельсовета разделена между Михайловским (деревни Ананьинская, Першино, Ершовская, Ланино, Широково, Волосунино, Малеиха и Пожога) и Шараповским сельсоветом (деревни Гора, Кузнецы, Зачатье и Саматиха).
- Территория упразднённого Дубровского сельсовета разделена между Середниковским (деревни Красная Горка, Дубровка и Самойлиха) и Харлампеевским сельсоветом (деревни Митрониха, Гришакино, Катчиково и Подлесная).
- Территория упразднённого Пестовского сельсовета передана Дмитровскому сельсовету.
- Территория упразднённого Дубасовского сельсовета передана Пышлицкому сельсовету[25].

В начале лета 1959 года в Коробовский район входили 9 сельсоветов: Беловский, Дмитровский, Лекинский, Михайловский, Пышлицкий, Середниковский, Тельминский, Харлампеевский, Шараповский.
3 июня 1959 года район упразднён, его территория была включена в состав Шатурского района.